# Leptostylus zonatus
Leptostylus zonatus là một loài bọ cánh cứng trong họ Cerambycidae.